# Municipio Sena
Das Municipio Sena (auch: El Sena) ist ein Verwaltungsbezirk im Departamento Pando im Tiefland des südamerikanischen Anden-Staates Bolivien.

## Lage im Nahraum
Das Municipio Sena ist eines von drei Municipios der Provinz Madre de Dios und umfasst deren westlichen Bereich. Es grenzt im Norden an das Municipio Puerto Rico in der Provinz Manuripi, im Südwesten an das Departamento La Paz und im Osten an das Municipio San Lorenzo.
Das Municipio erstreckt sich zwischen etwa 11° 20' und 12° 28' südlicher Breite und 67° 00' und 68° 00' westlicher Länge, seine Ausdehnung von Westen nach Osten und von Norden nach Süden beträgt bis zu 160 Kilometer.
Das Municipio umfasst 61 Gemeinden (localidades), der zentrale Ort des Municipios ist die Landstadt El Sena mit 2587 Einwohnern (Volkszählung 2012) im nördlichen Teil des Municipios.

## Geographie
Das Municipio Sena liegt im bolivianischen Teil des Amazonasbeckens im nördlichen Teil des Landes nahe der Grenze zu Brasilien.
Die mittlere Durchschnittstemperatur der Region liegt bei 26 °C und schwankt nur unwesentlich zwischen 25 °C im Mai und 27-28 °C von Dezember bis Februar (siehe Klimadiagramm Riberalta). Der Jahresniederschlag beträgt etwa 1.300 mm, bei einer ausgeprägten Trockenzeit von Juni bis August mit Monatsniederschlägen unter 20 mm, und einer Feuchtezeit von Dezember bis Januar mit Monatsniederschlägen von mehr als 200 mm.

## Bevölkerung
Die Bevölkerungszahl des Municipio Sena ist zwischen 1992 und 2024 auf fast das Fünffache angestiegen:
| Jahr | Einwohner | Quelle       |
| ---- | --------- | ------------ |
| 1992 | 2.193     | Volkszählung |
| 2001 | 2.240     | Volkszählung |
| 2012 | 8.258     | Volkszählung |
| 2024 | 10.264    | Volkszählung |

Die Bevölkerungsdichte bei der Volkszählung von 2024 betrug 1,35 Einwohner/km², der Alphabetisierungsgrad bei den über 6-Jährigen war von 80,1 Prozent (1992) auf 85,8 Prozent (2001) angestiegen. Die Lebenserwartung der Neugeborenen im Jahr 2001 betrug 54,9 Jahre, die Säuglingssterblichkeit war von 8,6 Prozent (1992) auf 10,0 Prozent im Jahr 2001 angestiegen.
99,5 Prozent der Bevölkerung sprechen Spanisch, 1,6 Prozent sprechen indigene Sprachen. (2001)
81,7 Prozent der Bevölkerung haben keinen Zugang zu Elektrizität, 43,0 Prozent leben ohne sanitäre Einrichtung. (2001)
56,0 Prozent der 398 Haushalte besitzen ein Radio, 3,3 Prozent einen Fernseher, 19,8 Prozent ein Fahrrad, 5,3 Prozent ein Motorrad, 3,5 Prozent ein Auto, 3,8 Prozent einen Kühlschrank, und 0 Prozent ein Telefon. (2001)

## Politik
Ergebnis der Regionalwahlen (concejales del municipio) vom 4. April 2010:
| Wahl- berechtigte |  | Wahl- beteiligung | gültige Stimmen |  | MAS-IPSP | CP     |
| ----------------- |  | ----------------- | --------------- |  | -------- | ------ |
| 1.739             |  | 1.413             | 1.162           |  | 808      | 354    |
|                   |  | 81,3 %            | 82,2 %          |  | 69,5 %   | 30,5 % |

Ergebnis der Regionalwahlen (elecciones de autoridades políticas) vom 7. März 2021:
| Wahl- berechtigte |  | Wahl- beteiligung | gültige Stimmen |  | MAS-IPSP | MTS     | CID     | PASO   | VIDA   |
| ----------------- |  | ----------------- | --------------- |  | -------- | ------- | ------- | ------ | ------ |
| 4.847             |  | 3.763             | 3.232           |  | 1.892    | 628     | 590     | 95     | 16     |
|                   |  | 77,64 %           | 85,89 %         |  | 58,54 %  | 19,43 % | 18,25 % | 2,94 % | 0,50 % |

## Gliederung
Das Municipio Sena bestand bei der Volkszählung 2012 aus den folgenden beiden Kantonen (cantones):
- 09-0303-01 Kanton Bolívar (Sena) – 44 Gemeinden – 6.705 Einwohner
- 09-0303-02 Kanton Asunción – 15 Gemeinden – 1.275 Einwohner
- 09-0303-03 Kanton Santa Elena – 2 Gemeinden – 278 Einwohner

## Ortschaften im Municipio Sena
- Kanton Bolívar
  - El Sena 2587 Einw.